# Congettura di Cramér
Nella teoria dei numeri, la congettura di Cramér, formulata dal matematico svedese Harald Cramér nel 1936 , afferma che
{\displaystyle \limsup _{n\rightarrow \infty }{\frac {p_{n+1}-p_{n}}{(\ln p_{n})^{2}}}=1}
dove pn indica l'n-esimo numero primo e ln il logaritmo naturale; questa congettura è ancora un problema aperto. Essa è basata su un modello probabilistico (essenzialmente un'euristica) sui primi, assumendo che la probabilità che un numero naturale x sia primo è 1/ln x, da cui si può dimostrare che la congettura è vera con probabilità 1. In altri termini, se i numeri primi seguono una distribuzione "casuale", è molto probabile che la congettura sia vera.
La Congettura di Cramér afferma in sostanza che la differenza tra due numeri primi consecutivi si mantiene sempre minore del quadrato del logaritmo naturale del più piccolo dei due primi. Questa congettura implica la Congettura di Opperman che a sua volta implica la Congettura di Legendre. Queste congetture sono tutte condizioni più restrittive rispetto al Postulato di Bertrand (che a differenza delle altre congetture è un risultato dimostrato).
Cramér formulò anche un'altra congettura riguardante gli intervalli tra numeri primi, asserendo che
{\displaystyle p_{n+1}-p_{n}={\mathcal {O}}({\sqrt {p_{n}}}\,\ln p_{n})}
e dimostrò quest'ultima affermazione assumendo l'ipotesi di Riemann, che però è ancora indimostrata.
Inoltre, E. Westzynthius dimostrò nel 1931  che
{\displaystyle \limsup _{n\to \infty }{\frac {p_{n+1}-p_{n}}{\ln p_{n}}}=\infty }